# Poa paposana
Poa paposana är en gräsart som beskrevs av Rodolfo Amando Philippi. Poa paposana ingår i släktet gröen, och familjen gräs. Inga underarter finns listade i Catalogue of Life.